# Districtele Algeriei
Districtul  (în arabă: دائرة, daïra) este o subdiviziune a provinciei (wilaya) în cadrul organizării administrativ-teritoriale din Algeria.
Districtele încadrează în ele mai multe comune.
În Algeria sunt 548 de districte.

## Liste de districte după provincie

Harta provinciilor algeriene

- 01 - Districte din provincia Adrar total 11 daïras
- 02 - Districte din provincia Chlef total 13 daïras
- 03 - Districte din provincia Laghouat total 10 daïras
- 04 - Districte din provincia Oum El Bouaghi total 12 daïras
- 05 - Districte din provincia Batna total 22 daïras
- 06 - Districte din provincia Béjaïa total 19 daïras
- 07 - Districte din provincia Biskra total 12 daïras
- 08 - Districte din provincia Béchar total 12 daïras
- 09 - Districte din provincia Blida total 10 daïras
- 10 - Districte din provincia Bouira total 12 daïras
- 11 - Districte din provincia Tamanrasset total 7 daïras
- 12 - Districte din provincia Tébessa total 12 daïras
- 13 - Districte din provincia Tlemcen total 20 daïras
- 14 - Districte din provincia Tiaret total 14 daïras
- 15 - Districte din provincia Tizi Ouzou total 21 daïras
- 16 - Districte din provincia Alger total 13 daïras
- 17 - Districte din provincia Djelfa total 12 daïras
- 18 - Districte din provincia Jijel total 11 daïras
- 19 - Districte din provincia Sétif total 20 daïras
- 20 - Districte din provincia Saïda total 6 daïras
- 21 - Districte din provincia Skikda total 13 daïras
- 22 - Districte din provincia Sidi Bel Abbès total 15 daïras
- 23 - Districte din provincia Annaba total 6 daïras
- 24 - Districte din provincia Guelma total 10 daïras
- 25 - Districte din provincia Constantine total 6 daïras
- 26 - Districte din provincia Médéa total 19 daïras
- 27 - Districte din provincia Mostaganem total 10 daïras
- 28 - Districte din provincia M'Sila total 15 daïras
- 29 - Districte din provincia Mascara total 16 daïras
- 30 - Districte din provincia Ouargla total 10 daïras
- 31 - Districte din provincia Oran total 9 daïras
- 32 - Districte din provincia El Bayadh total 8 daïras
- 33 - Districte din provincia Illizi total 3 daïras
- 34 - Districte din provincia Bordj Bou Arreridj total 10 daïras
- 35 - Districte din provincia Boumerdès total 9 daïras
- 36 - Districte din provincia El Tarf total 7 daïras
- 37 - Districte din provincia Tindouf total 1 daïra
- 38 - Districte din provincia Tissemsilt total 8 daïras
- 39 - Districte din provincia El Oued total 12 daïras
- 40 - Districte din provincia Khenchela total 8 daïras
- 41 - Districte din provincia Souk Ahras total 10 daïras
- 42 - Districte din provincia Tipaza total 10 daïras
- 43 - Districte din provincia Mila total 13 daïras
- 44 - Districte din provincia Aïn Defla total 14 daïras
- 45 - Districte din provincia Naâma total 7 daïras
- 46 - Districte din provincia Aïn Témouchent total 8 daïras
- 47 - Districte din provincia Ghardaïa total 9 daïras
- 48 - Districte din provincia Relizane total 13 daïras